# توماس س. مان
توماس س. مان (بالإنجليزية: Thomas C. Mann)‏ هو محامي ودبلوماسي أمريكي، ولد في 11 نوفمبر 1912 في لاريدو في الولايات المتحدة، وتوفي في 23 يناير 1999 في لوبوك في الولايات المتحدة.

## وصلات خارجية
- توماس س. مان على موقع مونزينجر (الألمانية)
- توماس س. مان على موقع إن إن دي بي (الإنجليزية)